# Novozámecká průrva

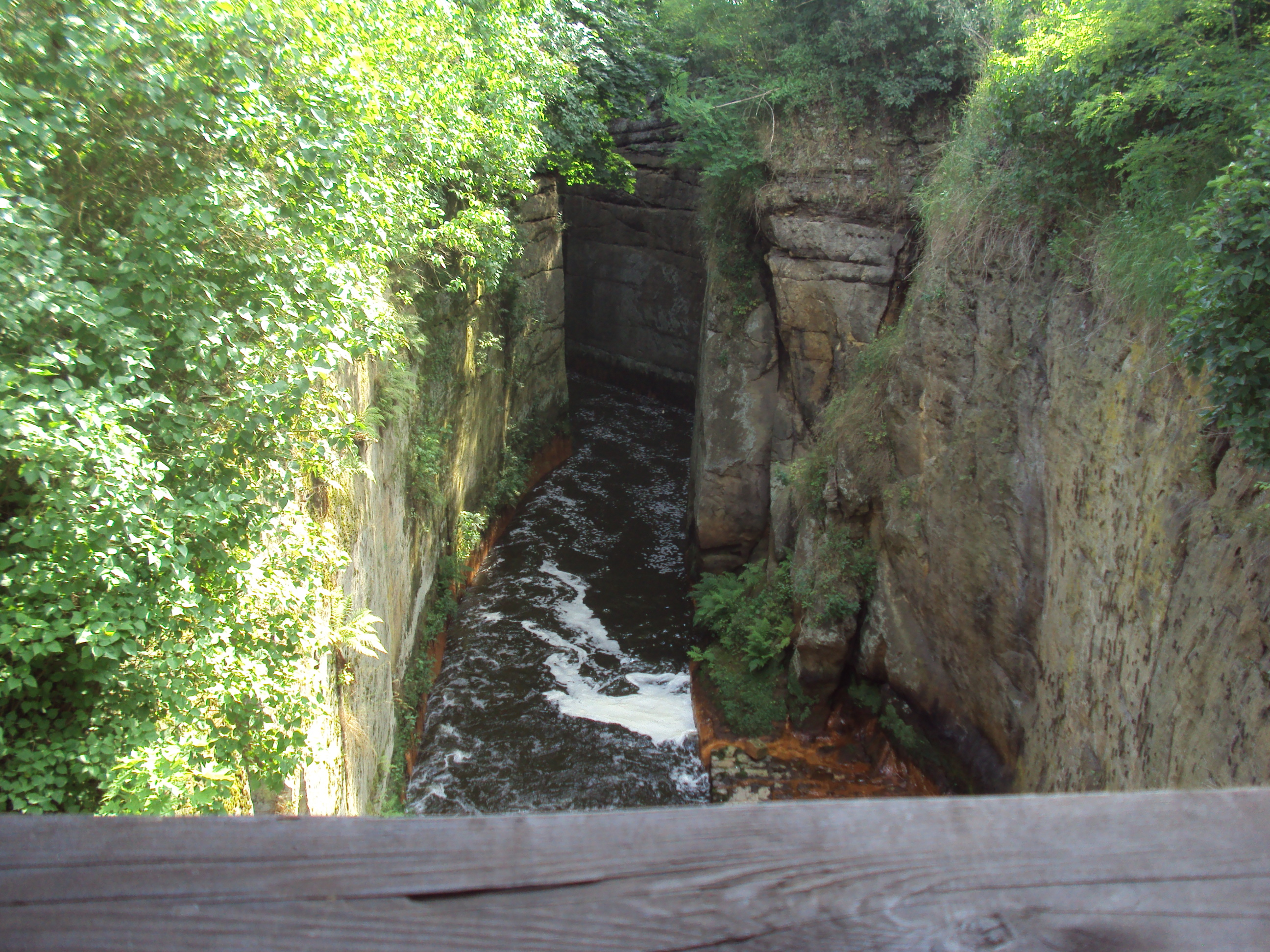
Hluboká průrva výpusti Novozámeckého rybníka

Novozámecká průrva je uměle vytvořený kanál, středověká technická památka sloužící jako výpust Novozámeckého rybníka na okraji obce Zahrádky v jižní části Českolipska. Novozámecká průrva je spolu s dalšími historickými objekty v areálu Novozámeckého rybníka zapsaná v Ústředním seznamu kulturních památek ČR a zároveň je součástí krajinné památkové zóny Zahrádecko, vyhlášené v roce 1996.

## Popis lokality
Nachází se na katastru obce Zahrádky. Průlom byl zbudován ve 14. století z nařízení císaře a krále Karla IV. zároveň s celou rybniční soustavou Holanských rybníků. Kanál je dlouhý 175 metrů, široký 7 a hluboký 14 metrů. Byl vytesán se dvojím zalomením kvůli možným povodňovým vlnám. Na počátku průrvy je dvoupatrové stavidlo, u něhož se prováděl výlov rybníka. Odtok je pojmenován Robečským potokem, který je u České Lípy přítokem Ploučnice. Cestou protíná nedalekou národní přírodní památku Peklo.
Přes průrvu po vrcholu skal byl vybudován most, po němž dnes vede silnice I/9 od České Lípy na Prahu či Doksy a Mladou Boleslav.Původní most byl v druhé půli 20. století nahrazen novým a byly opraveny i části lokality.
V obci Zahrádky byl postaven zámek, dnes znám jako Zámek Zahrádky. Dříve jej šlechtičtí majitelé nazývali Novým Zámkem a panstvím Novozámeckým.

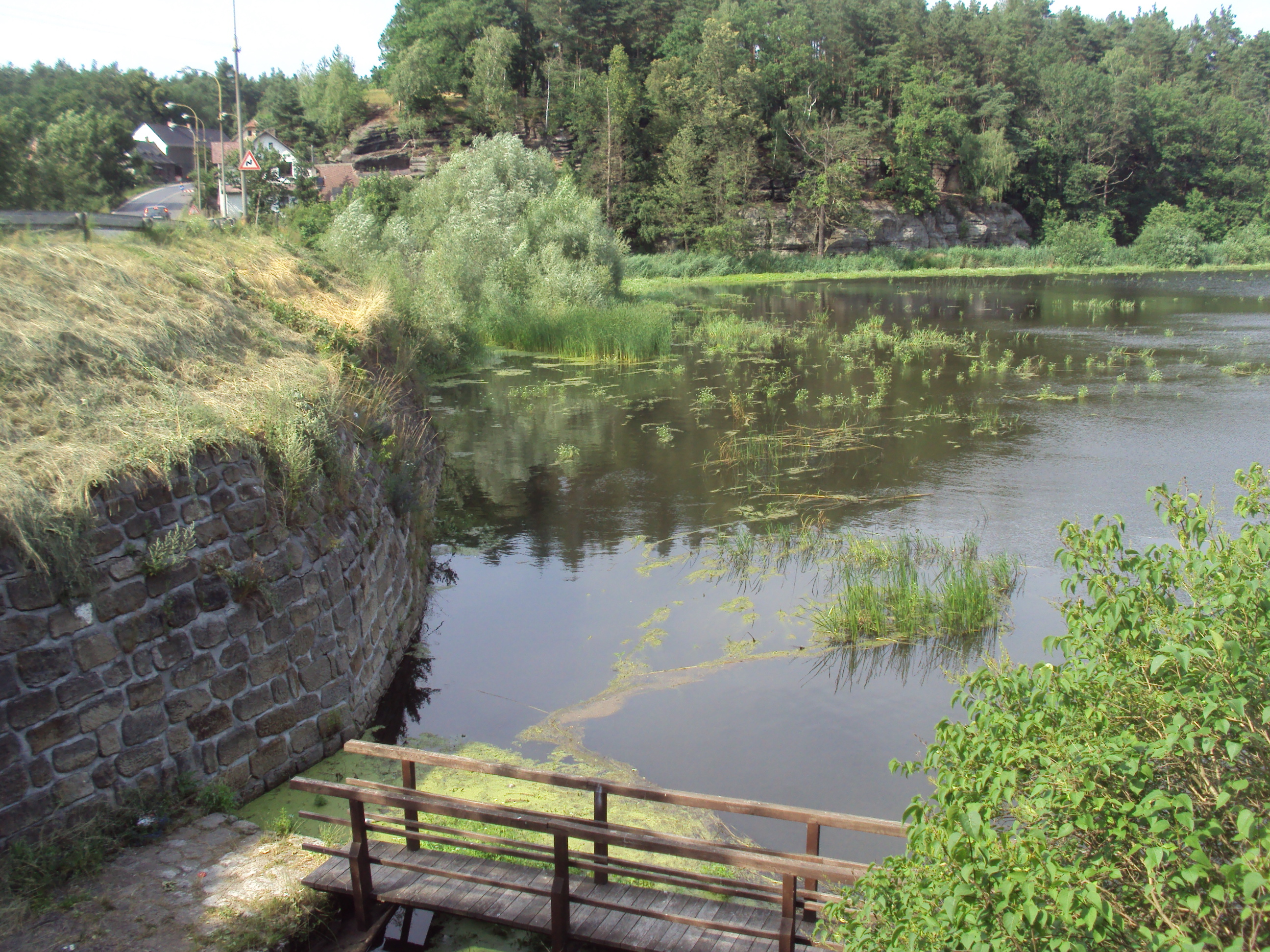
Vstupní část průrvy u odtoku z Novozámeckého rybníka

## Ochrana
Novozámecký rybník je zařazen mezi významná středověká vodní díla a od roku 1933 je národní přírodní rezervace. Celé území včetně Bobřího potoka je součástí chráněných území ptačích oblastí, mokřadů Ramsarské úmluvy a mezi technické památky rybničního stavitelství byla zařazena jak Novozámecká, tak obdobná Mnichovská průrva na jednom z přítoků rybníka z Bobřího potoka. 